# Vlag van San Luis

Vlag van San Luis

De vlag van San Luis toont het provinciale wapen op een witte achtergrond. De vlag is in gebruik sinds 22 juni 1988, maar het wapen werd al in 1939 aangenomen.
Het wapen beeldt een voor San Luis typerend landschap uit, met vier bergen en een vlakte. De dieren op de voorgrond van het wapen zijn pampaherten (venados), die momenteel niet meer in de provincie voorkomen. De opname van de dieren in het wapen verwijst naar de vroegere naam van de provinciale hoofdstad San Luis: Ciudad de San Luis de la Punta de los Venados. De zon die boven de bergen staat afgebeeld heeft 32 stralen en verwijst naar de vrijheid en naar de zon op de vlag van Argentinië.
Het wapen wordt omringd door twee lauriertakken, die bij elkaar gebonden worden door een lint in de kleuren van de vlag van Argentinië.